# Водяний хрін
Водяний хрін (Rorippa) — рід трав'янистих рослин родини капустяні (Brassicaceae). У роді є від 75 до 85 видів. Етимологія: ймовірно від саксонської вернакулярної назви rorippen.

## Опис
Це однорічні, дворічні або багаторічні рослини. Вони, як правило, болотяні або водні рослини. Деякі види мають кореневище. Стебла від вертикальних до повзучих, прості чи розгалужені, листяні. Нижнє листя черешкове. Стеблове листя є чи відсутнє, черешкове чи сидяче. Суцвіття від трохи до сильно витягуються у плодах; можуть бути приквітки суцвіть. Квіти радіально-симетричні. Чашолистків 4, зазвичай зелені, яйцеподібні чи довгасті. Пелюстків 4 (рідше рудиментарні або відсутні), часто жовті, іноді білі або рожеві. Тичинок 6, рідко 4, однакової довжини. Плоди (Стручок) зазвичай сидячі, рідше на короткій ніжці, від лінійних до кулястих, голі або опушені. Насіння дворядкове, рідко однорядкове, пухле, рідко крилате, від довгастого до округлого.

## Поширення
Рослини родом із Європи, Азії, Африки та Північної Америки.
В Україні зростають:
- водяний хрін австрійський Rorippa austriaca (Crantz) Bess. — на заливних луках, по берегах річок і боліт, на півдні Степу в подах — по всій Україні.
- водяний хрін простертий Rorippa prostrata (J.P.Bergeret) Schinz et Thell. — на вологих місцях, луках, по берегах річок і водойм — по всій Україні звичайний; в горах Карпат і Криму рідкісний.
- водяний хрін земноводний Rorippa amphibia (L.) Bess. — в стоячих і повільних водах, по берегах річок і в мілководдях — в більшій частині України, крім Присивашшя.
- водяний хрін короткоплодий Rorippa brachycarpa (C.A.Mey.) Hayek — на сухих місцях, на луках, у подах і біля берегів річок і ставків — в більшій частині України, крім Закарпаття, Карпат, Прикарпаття; у Розточчі-Опіллі й пн. Криму, дуже рідкісний
- водяний хрін Догадової Rorippa dogadovae Tzvel. — на сирих пісках біля берегів річок і ставків у Поліссі (по річках Остер і Десна) рідко.
- водяний хрін болотяний Rorippa palustris (L.) Bess. — на піщаних вологих місцях, поблизу води — в більшій частині України, крім пд. Степу.
- водяний хрін лісовий Rorippa sylvestris (L.) Bess. — на луках, серед верб і тополь, по берегах річок, озер, канав, на сирих місцях, по всій Україні, але в Криму, рідко
- водяний хрін піренейський Rorippa pyrenaica (Lam.) Reichenb. — на луках, на вологих місцях у Закарпатті, нерідко

## Використання
Листки водяного хрону земноводного і лісового їдять сирими або приготовленими.